# Бои за Дейр-эз-Зор
Бои за город Дейр-эз-Зор — вооружённые действия в ходе гражданской войны в Сирии за контроль над городом Дейр-эз-Зор — стратегическим пунктом на востоке страны, центром одноимённой провинции.
Массовые проявления недовольства в Дейр-эз-Зоре, как и на остальной территории Сирии, вспыхнули в марте 2011 года. Широкомасштабные столкновения между правительственными силами и их противниками начались после того, как в конце июля 2011 года президент Башар Асад приказал ввести армейские подразделения в ряд городов, включая Дейр-эз-Зор, с целью восстановления контроля над ситуацией. Ввод войск и последовавшие репрессии против участников протестов привели к кровопролитию и началу вооружённого сопротивления противников сирийского правительства — разрозненных отрядов так называемой Свободной сирийской армии и местных племенных формирований. Летом 2012 года повстанцы взяли под свой контроль бо́льшую часть территории провинции и вели бои с правительственными силами за овладение основными городами. В этот период также заметно усилила свою активность экстремистская джихадистская группировка Джебхат ан-Нусра, аффилированная с Аль-Каидой и пополнявшаяся добровольцами из мусульманских государств. Овладев территорией провинции, различные повстанческие группировки, включая «Фронт ан-Нусра», начали воевать друг с другом за контроль над нефтяными месторождениями этой провинции, которые приносили большие доходы.
Возникшей междоусобицей воспользовалось руководство иракского отделения «Аль-Каиды» («Исламского государства Ирака»). Проникновение формирований ИГИ на территорию провинции началось в 2013 году. В начале 2014 года конфликт между группировками сирийских повстанцев и формированиями ИГИЛ за контроль над территорией провинции обострился. В апреле вооружённые отряды ИГИЛ развернули массированное наступление. К началу июля они, используя военную технику и боеприпасы, отбитые у иракской армии, захватили город Абу-Кемаль на иракско-сирийской границе, взяли под свой контроль крупнейшие нефтяные и газовые месторождения провинции. В середине июля формирования ИГ вытеснили своих конкурентов («Джебхат ан-Нусра», «Ахрар аш-Шам» и другие группировки) из контролировавшейся ими части территории Дейр-эз-Зора, который таким образом стал экономическим и политическим центром самопровозглашённого халифата джихадистов.
В течение последовавших трёх с лишним лет сирийский военный гарнизон Дейр-эз-Зора находился в осаде, получая помощь и подкрепления исключительно по «воздушному мосту». Согласно оценкам, приводившимся в ноябре 2016 года, за пять лет с начала вооружённых столкновений на территории города правительственные силы потеряли убитыми около 2500 человек, антиправительственные формирования — около трёх тысяч. Правительственные силы на тот период удерживали под своим контролем 40 % территории города с населением около 100 тысяч и военный аэродром, формирования ИГ — остальную территорию города с населением около 50 тысяч
Летом 2017 года Сирийская арабская армия развернула широкомасштабное наступление в центральной части Сирии. В сентябре город был деблокирован в результате наступления сирийских войск при поддержке российских Воздушно-космических сил, в начале ноября — полностью очищен от формирований ИГ.

## Начало гражданской войны
Стратегическое значение Дейр-эз-Зора — самого крупного города на востоке Сирии — связано в первую очередь с близостью к плодородной долине Евфрата и с расположенными в этом районе нефтяными месторождениями. Уже на начальном этапе гражданской войны в районе города начались вооружённые столкновения за контроль над этими стратегически важными объектами. В Дейр-эз-Зоре дислоцировалась 137-я механизированная бригада, которая за два года тяжёлых боёв против отрядов, аффилированных с оппозиционным Сирийским национальным советом, потеряла значительную часть своей боевой мощи и находившихся на её вооружении танков Т-55, но всё же сохранила контроль над несколькими районами города и стратегическими высотами. Вместе с подразделениями Национальных сил обороны (НСО), сформированными из гражданских лиц, резервистов и военнослужащих, бригада была занята обороной оставшихся под её контролем районов города и аэродрома и не имела сил для начала самостоятельных наступательных действий. Существенным фактором, помогавшим правительственным силам сдерживать атаки исламистов, было то, что в их руках находились высоты, на которых САА развернула большое количество гаубиц, полевых пушек и реактивных систем залпового огня, способных обстреливать любые цели в городе, а также прикрывать подходы к городскому аэродрому.

## 2011 год
Антиправительственные протесты в Дейр-эз-Зоре вспыхнули в марте 2011 года, чему способствовала непростая экономическая ситуация — последствия четырёхлетней засухи, сказавшиеся на сельскохозяйственном секторе, отмена субсидий сельскохозяйственным производителям, крайне высокий уровень безработицы, нищеты и неграмотности местного населения. При этом основные доходы от добычи нефти (по оценке МВФ (март 2010), нефтегазовый сектор Сирии ежегодно зарабатывал около 3 млрд долларов) уходили на запад страны, где располагаются нефтеперерабатывающие предприятия, а местный туристический сектор не приносил существенной прибыли. Воздействие социально-экономического кризиса усугублялось жестокостью служб госбезопасности, безжалостно подавлявших любые проявления недовольства среди населения.
Попытки правительства подавить мирные протесты силой оружия привели к подрыву системы договорённостей, установленных в своё время между сирийскими властями под руководством президента Хафеза Асада и суннитскими арабскими племенами провинции Дейр-эз-Зор. В конце мая представители местных племён (Баггара, Эгайдат и др.), насчитывающих в общей сложности более миллиона человек, влились в ряды протестующих по всей провинции. Участники протестов устраивали сидячие забастовки, поджигали здания правящей партии «Баас», забрасывали камнями автобусы с сотрудниками органов госбезопасности, срывали со стен и сжигали портреты Хафеза Асада и лидера ливанского шиитского движения «Хезболла» Хасана Насраллы, который, как и Иран, выступил в поддержку Башара Асада. К середине июня власти были вынуждены перебросить в провинцию Дейр-эз-Зор войска, включая танки. К середине июля число участников пятничных протестов в Дейр-эз-Зоре выросло до 120 тысяч, 29 июля на улицы вышло до 200 тысяч.
Широкомасштабные вооружённые столкновения между правительственными силами и их противниками начались после того, как 31 июля накануне религиозного праздника Рамадан президент Башар Асад приказал ввести танки, бронемашины, армейские подразделения и полувоенные проправительственные формирования в ряд городов, включая Дейр-эз-Зор, с целью восстановления контроля над ситуацией и подавления протестов (согласно официальной версии, оглашённой лишь 17 августа, по завершении операции, её цель состояла в «освобождении города от вооружённых террористических групп, которые терроризировали граждан и уничтожали общественную и частную собственность»). Это решение привело к кровопролитию как в столице провинции, так и в менее крупных городах — Абу-Камаль, Меядин, Мухасан. Уже за первые два дня военной операции, по оценкам правозащитников, в Дейр-эз-Зоре было убито 25 человек. Тысячи жителей покинули город, спасаясь от беспорядочных обстрелов жилых зданий из танковых орудий. За обстрелами последовали массовые задержания. За две недели, по сообщениям правозащитников, в городе и его окрестностях было убито как минимум несколько десятков человек, сотни были задержаны силами госбезопасности. 17 августа танки и бронемашины были частично выведены из города.
На фоне продолжающегося насилия спецслужб в отношении мирного населения широкие масштабы приняло дезертирство и переход сирийских военнослужащих на сторону оппозиции и создание вооружённых отрядов, известных под общим названием «Сирийская свободная армия». Так, по сообщениям СМИ, 25 ноября в городе в ходе ожесточённых столкновений между правительственными силами и антиправительственными отрядами погибло десять военнослужащих.

## 2012 год
Летом 2012 года повстанцы взяли под свой контроль бо́льшую часть территории провинции и попытались захватить пограничные пункты перехода на границе с Ираком. Правительственные силы, неся потери, удерживали наиболее важные районы и военные базы, которые периодически подвергались нападениям повстанцев, что вызывало ответный огонь и приводило к жертвам среди мирного населения. Вооружённые группировки оппозиции в тот период представляли собой в основном отряды племенного ополчения.
19 мая 2012 года на автомобильной стоянке перед зданием военной разведки в Дейр-эз-Зоре был взорван автомобиль, начинённый взрывчаткой, в результате чего несколько человек погибло и около ста были ранены. В организации взрыва правительство обвинило повстанцев. Представители оппозиционного Сирийского национального совета, в свою очередь, назвали этот взрыв провокацией со стороны сирийского руководства, имеющей целью скомпрометировать оппозиционные силы.
В начале июня формирования Свободной сирийской армии совершили нападения на армейские блокпосты на шоссе от Дейр-эз-Зора к иракской границе. Правительственные войска понесли серьёзные потери среди личного состава, были выведены из строя несколько танков и бронетранспортёров. В качестве ответной реакции 13 июня армейские подразделения, усиленные танками, вновь были введены в Дейр-эз-Зор с целью выбить повстанцев из города. Натолкнувшись на ожесточённое сопротивление, войска через неделю оказались вынуждены покинуть город.
В Дейр-эз-Зоре сложилась патовая ситуация — и правительственные силы, и повстанцы оказались не в состоянии взять верх. По сообщению агентства «Рейтер», сирийские власти в этот период задействовали наиболее надёжные войска для удержания под контролем ситуации вокруг Дамаска и Алеппо, направляя туда подкрепления из Хасеке и Ракки. Военным гарнизонам и органам госбезопасности в городах провинции Дейр-эз-Зор приходилось полагаться лишь на собственные силы и ресурсы. В условиях нехватки личного состава и недостаточной тыловой поддержки правительственные силы, неспособные нанести урон разрозненным отрядам повстанцев, оказались вынуждены держать круговую оборону на городских окраинах и ограничиваться обстрелами жилых кварталов из артиллерии и танковых орудий, что приводило к многочисленным жертвам среди населения. Тем временем к повстанцам начало поступать оружие, позволившее им более эффективно бороться с танками и артиллерией и даже сбивать боевые самолёты. Треть населения Дейр-эз-Зора покинула город, а те, кто остались, переходили на сторону повстанцев. Большинство учреждений закрылось, власти прекратили выплату жалования служащим, прекратилось водо- и электроснабжение, отсутствовала телефонная связь, военные на блокпостах не пропускали в город продовольствие и медикаменты.
Уже в этот период некоторые бойцы и подразделения Свободной сирийской армии начали переходить в исламистские формирования либо в ряды сирийской джихадистской организации «Джебхат ан-Нусра», аффилированной с «Аль-Каидой» и отличающейся высокой внутренней дисциплиной и боевым опытом. Члены «Джебхат ан-Нусры», получившие от своего руководства указание сотрудничать со Свободной сирийской армией, щедро делились с союзниками своим опытом по изготовлению самодельных взрывных устройств и осуществлению террористических актов с использованием террористов-смертников, управляющих заминированными автомобилями. Сирийское отделение «Аль-Каиды», организационно оформившееся в январе 2012 года, быстро наращивало численность благодаря притоку джихадистов-добровольцев из Йемена, Саудовской Аравии, Ирака и Иордании. В отличие от Свободной сирийской армии, чьи руководители заявляют, что борются за более справедливое светское общество, цели «Джебхат ан-Нусры» состоят в построении на территории Сирии исламского государства. Различия в заявленных конечных целях, как и применяемые джихадистами методы (обезглавливания, массовые казни пленных и заложников), создают почву для конфликтов внутри разнородных сил оппозиции. Будущие боевики «Джебхат ан-Нусры» появились в Сирии лет за десять до «арабской весны». После американского вторжения в Ирак (2003) именно Дейр-эз-Зор стал своего рода открытыми воротами для тысяч джихадистов любой национальности, стремившихся попасть в Ирак для участия в «священной войне» против американцев (сирийское руководство либо поощряло эти действия, либо закрывало на них глаза). Возвращаясь из Ирака, многие из джихадистов подвергались арестам, но, отбыв наказание, находили прибежище на востоке Сирии, ожидая своего часа и набирая сторонников. Фактической столицей «Аль-Каиды» в Сирии стал город Мухасан в провинции Дейр-эз-Зор.
В середине ноября отряды Свободной сирийской армии овладели городом Абу-Камаль и соседней авиабазой Хамдан. 22 ноября сирийские войска после 20-дневной осады оставили военную базу в районе города Меядин. В результате под контролем правительственных сил остались лишь часть города Дейр-эз-Зор и соседняя авиабаза. Вся остальная территория между Дейр-эз-Зором и иракской границей перешла в руки отрядов ССА.
В этот же период развернулась борьба за нефтяные месторождения. К 21 ноября под контроль ССА перешли два из трёх крупных месторождений провинции, расположенных к востоку от Дейр-эз-Зора.
К концу 2012 года многие разрозненные самостоятельные антиправительственные отряды, чьи действия на территории провинции координировал Военный совет Дейр-эз-Зора, перешли под крыло Высшего военного совета Национальной коалиции сирийских революционных и оппозиционных сил, однако это подчинение было фактически номинальным, и уже к концу 2013 года этот рыхлый альянс начал распадаться.

## 2013 год
29 января повстанцы захватили мост через Евфрат, соединяющий Дейр-эз-Зор с провинцией Хасеке. Таким образом был перерезан единственный наземный путь снабжения этой северной сирийской провинции (в 2014 году мост был уничтожен).
В течение года повстанцы продолжали попытки полностью овладеть городом Дейр-эз-Зор, выйти на ближние подступы к военному аэродрому, удерживаемому сирийскими правительственными войсками, и ликвидировать этот стратегический плацдарм сирийского правительства в провинции. Наиболее ожесточённые столкновения имели место в районах al-Jbeila, al-Rashdiya, Hawiqa, Sina’a.
В этот период заметно усилила свою активность экстремистская джихадистская группировка «Джебхат ан-Нусра», аффилированная с «Аль-Каидой» и пополнявшаяся добровольцами из мусульманских государств. С марта 2013 года началось проникновение в Сирию формирований ещё одного территориального подразделения «Аль-Каиды» — Исламского государства Ирака (ИГИ). Лидер группировки Абу Бакр аль-Багдади провозгласил объединение ИГИ и «Джебхат ан-Нусра». 9 апреля ИГИ стала именовать себя ИГИШ — «Исламским государством Ирака и аш-Шам (Сирии)» (по другой версии, ИГИЛ — «… и Леванта»). Это обстоятельство, однако, вызвало трения между руководством ИГИ и «Аль-Каидой» (в лице Аймана аз-Завахири), представители которой призвали ИГИ вернуться в Ирак. В результате «законным представителем» «Аль-Каиды» в Сирии был объявлен «Фронт ан-Нусра», которому до начала 2014 года удавалось удерживать преимущество в борьбе со своим иракским конкурентом за контроль над восточной Сирией.
В августе формирования «Фронта ан-Нусра» участвовали в боях за район Hawiqa и смогли овладеть им. В октябре антиправительственными силами были захвачены районы Resefa и Sinaa. Эпицентр боёв переместился на западные окраины Дейр-эз-Зора — здесь его ближайшие предместья соседствуют с крупнейшим в провинции военным аэродромом — оплотом правительственных сил, откуда на протяжении всей войны совершались боевые вылеты сирийской авиации для нанесения ракетных ударов и осуществления бомбардировок районов, удерживаемых повстанцами.
В октябре выстрелом снайпера был убит руководитель военной разведки Дейр-эз-Зора генерал-майор Джамаа Джамаа, руководивший обороной города. Тогда же военный контингент в Дейр-эз-Зоре был усилен переброшенными сюда из провинции Халеб подразделениями 104-й бригады Республиканской гвардии, которой командовал бригадный генерал Иссам Захреддин. На вооружении бригады имелось некоторое количество танков Т-72, Т-72М1 и зенитных самоходных установок ЗСУ-23. 104-я бригада прибыла в Дейр-эз-Зор с двумя важными задачами: обеспечить безопасность местного аэродрома за счёт вытеснения антиправительственных формирований и окружения их в центре города и в дальнейшем организовать наступление с целью восстановления контроля над нефтяными приисками. Сам Захреддин, однако, в конце ноября был тяжело ранен.
В ноябре 2013 года в руки повстанцев перешло крупнейшее в Сирии нефтяное месторождение — аль-Умар. Это означало, что правительство Асада теперь полностью зависит от импорта нефти. К концу года практически все нефтяные месторождения контролировались повстанцами. Захват повстанцами нефтяных промыслов в провинции Дейр-эз-Зор поставил под угрозу поставки топлива, необходимого для ведения боевых действий, и стал серьёзным ударом по правительственным силам.
В конце декабря повстанцы попытались взять под свой контроль пригород Jafra, соседствующий с военным аэродромом, но через несколько дней под натиском подразделений сирийской армии и ополчения были вынуждены оставить захваченные позиции.

## 2014 год

Ситуация в районе Дейр-эз-Зора в марте 2014 года

В начале 2014 года конфликт между действующими на территории провинции группировками сирийских повстанцев и формированиями ИГИШ резко обострился. В феврале в результате многодневных кровопролитных боёв за контроль над Дейр-эз-Зором боевики ИГИШ оставили город и отступили в сторону соседних сирийских провинций Ракка и Хасеке.
В апреле вооружённые отряды ИГИШ, однако, начали массированное контрнаступление, вытесняя своих конкурентов. В результате одновременного успешного наступления отрядов ИГИШ, развернувшегося в июне на территории Ирака, джихадисты отбили у иракской армии большое количество боеприпасов, современного вооружения и военной техники западного производства. Часть захваченных арсеналов была переправлена в Сирию, что дало джихадистам несомненное тактическое преимущество. К началу июля ИГ захватило Абу-Кемаль на иракско-сирийской границе, взяло под свой контроль крупнейшие нефтяные и газовые месторождения провинции. В середине июля после гибели одного из лидеров местного подразделения «Джебхат ан-Нусра» формирования ИГ вытеснили своих конкурентов («Джебхат ан-Нусра» и «Ахрар аш-Шам») с контролировавшейся ими половины территории Дейр-эз-Зора, который таким образом стал экономическим и политическим центром самопровозглашённого халифата джихадистов.
С сентября 2014 года формирования ИГ взяли в кольцо осады правительственные войска, оборонявшие аэродром Дейр-эз-Зора, перерезав пути снабжения города через Сирийскую пустыню. В течение последовавших трёх с лишним лет сирийский правительственный гарнизон Дейр-эз-Зора находился в осаде, получая помощь и подкрепления исключительно по «воздушному мосту», в связи с чем в российских СМИ город сравнивался с блокадным Ленинградом. Согласно оценкам, приводившимся в ноябре 2016 года, за пять лет с начала вооружённых столкновений на территории города правительственные силы потеряли убитыми около 2500 человек, антиправительственные формирования — около трёх тысяч. Правительственные силы на тот период удерживали под своим контролем 40 % территории города с населением около 100 тысяч и военный аэродром, формирования ИГ — остальную территорию города с населением около 50 тысяч

## 2015 год
С сентября 2015 года, на фоне широкомасштабного иностранного военного вмешательства в Сирии, началась военная операция российских ВКС в Сирии, осуществлявшаяся по официальной просьбе президента Сирии Башара Асада.
Военно-транспортные самолёты ВКС РФ с октября 2015 года участвовали в работе воздушного моста по снабжению окружённого боевиками города.

## 2016 год
Январские бои
16 января 2016 года боевики ИГ осуществили ночной налёт на Дейр-эз-Зор, захватив северные пригороды Аль-Бахалия и Айяш. Главной целью нападения были местные жители, «сотрудничающие» с сирийскими войсками, и их семьи. По сообщениям сирийских правительственных источников, в результате нападения террористами было убито до 300 человек, включая стариков, женщин и детей, и ещё 400 гражданских лиц было захвачено в заложники. Британская мониторинговая группа Syrian Observatory for Human Rights подтвердила гибель 135 человек — все они были расстреляны или обезглавлены.
Несколькими днями позже правительственные войска при активной поддержке российских ВКС восстановили контроль над районами, захваченными ИГИЛовцами. Кровопролитные бои за контроль над этими районами продолжались как минимум до конца января.
События весны — лета
В июле в Дейр-эз-Зор прибыли подкрепления резервистов из мухафазы Хасеке под командованием генерал-майора Республиканской гвардии Иссама Захреддина. Иссам Захреддин сменил генерала Мухаммада Хаддура на посту командующего соединениями Сирийской арабской армии на востоке Сирии.
14 августа, согласно сообщению Минобороны России, российскими ВКС был нанесён массированный авиаудар (силами дальних бомбардировщиков ТУ-22М3), в ходе которого был уничтожен ряд объектов ИГ.
Боестолкновения в конце августа — начале сентября
Во второй половине августа террористические бригады активизировали артиллерийские обстрелы жилых районов Дейр-эз-Зора, в результате чего страдало мирное население осаждённых кварталов. 
1 сентября группировки боевиков из террористических организаций снова предприняли организованное наступление на различные районы и пригороды города. В то же время успех сопутствовал военнослужащих САА — в ходе ожесточённых боестолкновений передовые подразделения 137-й артиллерийской бригады сирийских правительственных войск в стратегически значимом районе Аль-Арфи смогли взять в кольцо и ликвидировать несколько отрядов ИГ.
В этот же день ВВС Сирии предприняли атаку на позиции террористических группировок у населённого пункта Хаджин на востоке мухафазы Дейр-эз-Зор и добились стратегического перевеса. Также авиационные соединения коалиции точным ударом уничтожила нефтекачку, контролируемую ИГ и расположенную в административной черте Дейр-эз-Зора.
Авиаудар американской коалиции по позициям САА 17 сентября 2016 года
Бои в окрестностях Дейр-эз-Зора продолжались с меньшей интенсивностью, чем летом, а военнослужащие САА удерживали инициативу и последовательно закрепляли стратегический перевес. Такое положение наблюдалось вплоть до событий 17 сентября, когда в результате мощного авиаудара, предпринятого силами американской коалиции по позициям сирийских правительственных войск в окрестностях аэродрома Дейр-эз-Зор, террористы ИГИЛ смогли предпринять контрнаступление и отчасти уравнять позиции. Вечером 17 сентября около 17:00 изначально не идентифицированные самолёты нанесли массированный удар по позициям САА в районе стратегически значимой высоты Джебель ас-Сард нагорья Джебель ат-Тарда. Бомбардировка длилась примерно четверть часа. Приблизительно 6-8 высокоточных ракет было выпущено по высоте, контролируемой сирийскими правительственными силами; также на позиции САА было сброшено несколько десятков авиабомб. Через 15 минут интенсивный авиаобстрел повторился, что привело к существенному урону, нанесённому боевой технике САА, и ощутимым потерям среди личного состава.
Примерно в 17:30 — 17:40 с помощью российских разведчиков удалось установить максимально точно, что авиационный удар, создавший условия для контрнаступления террористов, был нанесён ВВС американской коалиции, а непосредственно в обстреле принимали участие два австралийских F-16, два американских А-10 Thunderbolt и один беспилотник MQ-9 Reaper. Несколько разведывательных беспилотников обеспечивали информацией участников авианалёта, а в нанесении удара по сирийским правительственным войскам также, по всей видимости, принимали участие самолёты датских королевских ВВС (в частности, F-16).
В короткие сроки после американского авиаобстрела террористические бригады организовали наступление и, воспользовавшись замешательством в рядах местных подразделений САА, с лёгкостью захватили гору Джебель ас-Сард, а также всю южную половину горной гряды Джебель ат-Тарда. Поступила информация, что после того, как позиции сирийских вооружённых сил были захвачены, боевики-джихадисты начали фотографироваться с телами погибших от бомбардировок военнослужащих САА.
Ранним утром 18 сентября боевики ИГ, развивая успех, осуществили прорыв на территорию военной базы 137-й бригады правительственных войск и якобы вплотную подошли к военному аэродрому, являвшемуся важнейшим стратегическим оплотом САА в Дейр-эз-Зоре. Вскоре атаковавших боевиков удалось отбросить назад, а в информационной службе сирийских правительственных сил заявили, что террористы ИГ были отброшены назад. Было отмечено, что подразделения ИГ, использующие остров Хувейджет ас-Сакр в дельте Евфрата в качестве плацдарма для наступлений на позиции САА, не предприняли нового продвижения. Также согласно нескольким источникам, военный аэродром, находящийся под контролем войск Сирии, продолжил действовать бесперебойно.
Днём 18 сентября сирийские военные к югу от Дейр-эз-Зора зафиксировали летящий над своими позициями беспилотник США и открыли по нему огонь, однако летательное средство не было сбито. Одновременно с этим передовые части сирийских ВВС нанесли авиаудары по захваченным боевиками ИГ плацдармам в гористой местности Джебель ат-Тарда. В результате этих атак планируемое наступление террористов удалось сорвать, а возможность наземного маневрирования боевиков была существенно затруднена.
Сирийский МиГ-21, наносивший по ИГ удары, был сбит из 23-мм зенитной автоматической установки, странным образом оказавшейся в распоряжении ИГ. В результате погиб пилот полковник Али Хамза.
Инцидент с авиаобстрелом американской коалицией позиций сирийской армии в Дейр-эз-Зоре привёл к дипломатической напряжённости и политическому скандалу, а также к срыву достигнутого 10 сентября соглашения о прекращении огня между Москвой и Вашингтоном.
События сентября — октября
Во второй половине сентября подразделения САА вынуждены были перейти к обороне на всех плацдармах в мухафазе Дейр-эз-Зор. Тем не менее, в столице провинции САА были более активны. К концу сентября сирийские правительственные войска продолжили наступать на позиции террористов вокруг города. Например, 28 сентября ВВС Сирии ударили по позициям ИГИЛ недалеко от горы Сарда — в результате несколько боевиков были ликвидированы.
2 октября авангард сирийской армии нанёс ответный удар по позициям ИГ на юго-западе провинции, осуществив первое наступление после почти трёх недель непрерывной обороны. В результате удара боевики были потеснены.
В декабре 2016 численность правительственного гарнизона в блокированных районах Дейр-эз-Зора оценивалось в 4 тыс. человек — это и регулярная армия, и полицейские подразделения, и отряды народного ополчения. У них на вооружении помимо стрелкового оружия имеется и тяжёлая техника, включая танки.

## 2017 год
14 января 2017 силы ИГ начали наступление на Дейр эз-Зор и расположенную рядом авиабазу.
15-17 января — превосходящие в численности боевики (переброшены крупные подкрепления из соседней Ракки) смогли занять ряд кварталов на окраине города, инженерный жилой комплекс вблизи аэродрома, территорию брошенной воинской части в пригороде.
16 января наступающие выдвинулись к району Аль-Уммаль и далее к улице Порт-Саид, перекрыв так называемую военную дорогу, связывающую город с аэродромом, разорвав «коридор» между городом и авиабазой и тем самым полностью окружив авиабазу.
18 января боевики захватили контрольно-пропускной пункт, энергетическую станцию и площадку, используемую для размещения танков, к югу от военного аэродрома. Ситуация резко осложнилась
Контратаки САА не смогли привести к восстановлению сообщения между городом и авиабазой (разрыв составлял порядка 2-3 км); противник продолжал перебрасывать подкрепления к городу (основные подкрепления идут из Ирака, где их снимают с фронта в провинции Анбар), рассчитывая развить успех. ИГ перебросило из Ракки в Дейр-эз-Зор дополнительные подкрепления (пехота и «тачанки») и 18 января боевики заняли электростанцию и полевой госпиталь к северо-западу от авиабазы.
Как ответ — ВВС Сирии и ВКС России усилили авиаудары в Дейр-эз-Зоре (чтобы помешать налётам, исламисты жгут бочки с нефтью и покрышки, создавая дымовую завесу), в том числе позиции ИГ подверглись авиаудару дальней авиацией — шесть Ту-22М3, вылетевших из Моздока. Также, ВТА РФ сбрасывает в анклав боеприпасы, оружие и медикаменты. Со дня начала операции убито и ранено более 200 бойцов правительственных сил. Начальник главного оперативного управления российского Генштаба генерал-лейтенант Сергей Рудской назвал обстановку в Дейр-эз-Зоре «сложной» и подтвердил, что у боевиков в этом районе имеется «подавляющее численное превосходство».
Сирийское командование перебросило вертолётами из курдского города Эль-Камышлы 200 бойцов организации «Хезболла», для подкрепления 104-й десантной бригады, обороняющей военный аэродром Дейр-эз-Зор.
23 января сообщение между аэродромом и городом через район Амаль (Оммаль) было восстановлено[уточнить].

24 января сирийская авиация нанесла бомбовые удары по скоплениям живой силы и техники джихадистов и другим целям в кварталах Аль-Макабер и Аль-Оммаль, также расположенном вблизи селении Хатла и в других пунктах.
Проведя ряд контратак, сирийцы сумели овладеть высотами Телль-Ханзир. Подразделения 113-й бригады САА вели бои в районе университета и в северном секторе городского кладбища, с результате до периметра авиабазы осталось преодолеть несколько сот метров. Противоборствующие стороны несут тяжёлые потери, но накал борьбы не снижают. 
30 января российская дальняя авиация (звено из шести Ту-22М3) ещё раз нанесла ракетно-бомбовые удары по позициям, пунктам управления и объектам инфраструктуры снабжения «Исламского государства» в провинции Дейр-эз-Зор.; 3 февраля авиаудар был повторён, по объектам ИГ в районе города Меядин.

К 1 февраля САА так и не смогла решить задачу соединения рассечённых частей анклава. Достигнутые тактические успехи в районе кладбища и электростанции не позволили полностью прорвать оборону боевиков и разблокировать дорогу к авиабазе, где находились более тысячи военнослужащих. Противник перешёл к оборонительным действиям и пытается удержать выгодную ему конфигурацию фронта, которую он рассчитывает использовать в последующих наступательных операциях. В дальнейшем обстановка стабилизировалась.
В начале лета российские военные, при мониторинге с воздуха при помощи беспилотников, установили, что боевики готовятся к прорыву оборонительных рубежей сирийского гарнизона.
После этого 6 и 8 июня ВКС нанесли упреждающие авиационные удары по их позициям; уничтожено около 180 боевиков, 16 единиц автомобильной и бронетанковой техники, одно арторудие, четыре пункта управления, склад оружия и боеприпасов, также были ликвидированы полевые командиры Абу Умар аль-Бельжики и Абу Ясин аль-Масри.
В мае вооружённые силы Сирии начали подготовку к освободительной операции против «Исламского государства» в Дейр эз-Зоре.
Наступление САА и освобождение города
В начале августа правительственные войска Сирии, при поддержке союзных сил, окружили крупнейший оплот ИГ в провинции Хомс, город Эс-Сухне, который являлся последним значимым форпостом ИГ к осаждённому Дейр-эз-Зору. Через несколько дней город был взят.
В ночь на 12 августа правительственные силы САР, впервые с момента начала боевых действий против ИГ на территории Сирии, провели операцию по высадке тактического десанта в тылу боевиков, с последующим разгромом и захватом населённого пункта Эль-Кдер (около 120 километров западнее Дейр эз-Зора), ВКС России поддержали операцию огнём — вертолёты Ка-52 нанесли удар по позициям боевиков.
К 27 августа группировка войск генерала Хасана Сухела при массированной поддержке авиации ВКС России завершила разгром в районе города Ганем-Али самой боеспособной и хорошо вооружённой группировки ИГ в долине реки Евфрат (ликвидировано более 800 боевиков, уничтожены 13 танков, 39 пикапов с пулемётными установками, 9 миномётов и артиллерийских орудий) и стремительно продвигается вдоль восточного берега реки Евфрат на Дейр-эз-Зор.
2 сентября при непосредственной поддержке ВКС России был освобождён город Акербат. Сложность разгрома группировки в Акербате заключалась в том, что город был подготовлен к круговой обороне, имел многоуровневую систему обороны, многоходовое подземное сообщение, бункера и укрытия. При этом были поражены 2893 объекта инфраструктуры защищавщих: в том числе уничтожены 132 пункта управления, 49 танков, 157 вооружённых пикапов, более 80 артсистем, и уничтожены 1207 террористов в районе этого города, при подготовке наступления на Дейр-эз-Зор («При освобождении от террористов ИГ сирийского города Акербат перед наступлением на Дейр-эз-Зор применялись новые способы ведения боевых действий… наносилось мощное огневое поражение ВКС России, осуществлялось окружение тремя охватывающими ударами, расчленение группировки противника по частям, разгром и уничтожение остатков боевиков в южных районах города. … На сегодняшний день созданы все условия для завершающего этапа в разгроме ИГ в восточных окраинах Сирии. Именно здесь произошел коренной перелом в борьбе против ИГ и началось наступление на Дейр-эз-Зор», — заявил впоследствии начальник штаба российской группировки войск в Сирии Александр Лапин).
5 сентября передовой отряд правительственных войск Сирии прорвал окружение сил «Исламского государства» Дейр-эз-Зора, встретившись с защитниками города. 
Утром того дня фрегат «Адмирал Эссен» осуществил пуски крылатых ракет «Калибр» по объектам ИГ в районе Дейр-Эз-Зора.
В город пошли сперва российские гуманитарные конвои, а впоследствии, с 8 сентября, и конвои Красного креста.
8 сентября правительственные войска САР начали операцию по деблокированию авиабазы. Штурмовые отряды сирийских войск после ожесточённых боёв взяли под контроль господствующую высоту между городом и авиабазой, тем самым обеспечив огневой контроль по периметру фронта. Передовые отряды армии под командованием генерала Сухейла, совместно с бойцами республиканской гвардии генерала Захреддина, начали прорывать окружение авиабазы со стороны городского кладбища.
9 сентября блокада базы была прорвана.
Военные элитного подразделения ВС Сирии «Тигры» и республиканской гвардии начали зачистку от боевиков ИГ территории вокруг авиабазы; сообщается, что передовые отряды уничтожают укрепления, технику и боевиков ИГ к северу от авиабазы, со стороны городского кладбища и северо-западного направления.
В то же время, подразделения 5-го добровольческого штурмового корпуса САА, вместе с войсками союзных сил, которые наступают со стороны Ас-Сухне, вплотную приблизились к южным окраинам Дейр-эз-Зора. 10 сентября 5-й добровольческий штурмовой корпус прорвал окружение ИГ на главном южном направлении, продвигаясь по главной автомагистрали от Пальмиры через Ас-Сухне (ещё 9 числа боевики ИГ занимали позиции, которые позволяли держать под огнём южный въезд в город, а сама трасса была ими заминирована); население города, с государственными флагами и плакатами с портретами президента Башара Асада, встречали на улицах колонну бойцов.
Освобождённые (западные) кварталы Дейр-эз-Зора постепенно возвращается, после снятия блокады, к мирной жизни. Некоторые группы боевиков, обороняющих город, сдаются в плен.
C 13 сентября правительственные войска ведут наступление на востоке и юго-востоке города. Передовым отрядам армии и союзным силам удалось выбить противника со стратегических высот к юго-востоку от авиабазы (горные гряды Сарда и Каррум; таким образом, под контроль армии перешли нефтяные поля юго-восточнее Дейр-эз-Зора и газоперерабатывающий завод), а также отбросить боевиков ИГ от восточной стороны базы ВВС, занять населённый пункт Аль-Мурия. Боевики отброшены от Дейр-эз-Зора на расстояние в 5-7 километров на восток от городской черты, за реку Евфрат.
14 сентября подводные лодки «Великий Новгород» и «Колпино» выпустили из подводного положения 7 крылатых ракет «Калибр» морского базирования по объектам ИГ; целями стали пункты управления, узлы связи, склады вооружения боевиков в подконтрольных ИГ районах в пригороде Дейр-эз-Зора.
Ожесточённые бои велись в районе Джафра на окраине города, где армия прорывается к Евфрату. Боевики ИГ продолжают оказывать сопротивление, так как вдоль реки в районе Джафра проходит главный путь их снабжения в Дейр-эз-Зор, из города Меядин. Военные смогли обеспечить безопасную зону вокруг аэродрома, 19(?) сентября на него приземлился первый грузовой самолёт с боеприпасами.
18 сентября отряды правительственных войск, при поддержке ВКС России, форсировали Евфрат в районе Дейр-эз-Зора по наведённой инженерными подразделениями понтонной переправе. Армия выбила террористов из ряда деревень на левом (восточном) берегу и развивает наступление в восточном направлении, расширяя захваченный плацдарм.
Зафиксировано активное продвижение боевиков формирования «Демократические силы Сирии» (СДС) из провинции Ракка (где они остановили своё наступление на город), на юг, в северные районы провинции Дейр-эз-Зор; при этом из районов на восточном берегу Евфрата, в которых находятся боевики СДС вместе с военнослужащими спецподразделений ВС США, по сирийским войскам дважды открывался массированный огонь из миномётов и реактивной артиллерии.
23 сентября старший группы российских военных советников генерал-лейтенант Валерий Асапов, находящийся на командном пункте сирийских войск, где помогал сирийским командирам в управлении операцией по освобождению Дейр эз-Зора, был смертельно ранен в результате разрыва мины.
6 октября Армия Сирии вступила в уличные бои в главном опорном пункте боевиков ИГ на территории мухафазы Дейр-эз-Зор — городе Меядин. Тогда же подлодки «Великий Новгород» и «Колпино» выпустили из акватории Средиземного моря 10 крылатых ракет «Калибр» по объектам ИГ для поддержки сирийских войск в Дейр-эз-Зоре; в результате ударов были уничтожены склады оружия и ангары с бронетехникой в районе Меядина.
8 октября сирийская армия окружила террористов ИГ в городе Эль-Меядин.
14 октября Сирийская армия взяла под контроль город Меядин.
18 октября в районе Ховейджат-эс-Сакр во время наступления сирийской армии погиб генерал Иссам Захреддин.
26 октября Сирийская армия вернула контроль над нефтяной станцией Т2 на юге провинции Дейр-эз-Зор и зачистила от ИГ город Ат-Табия.
27 октября Армия Сирии захватила цитадель ИГ в Дейр-эз-Зоре — остров Сакр.
30 октября Сирийская армия приступила к штурму центральных районов Дейр эз-Зора. В штурме города участвуют российские наёмники из ЧВК Вагнера.
3 ноября город Дейр-эз-Зор полностью освобождён от ИГ.

Наступление на Дейр-эз-Зор. Положение сторон на начало октября

Наступление «Сирийских демократических сил» по левому берегу Евфрата
В конце августа было объявлено о подготовке наступления так называемой «Новой сирийской армии» из провинции Хасека против формирований ИГ в восточной части провинции Дейр-эз-Зор. Основу наступающих подразделений «Сирийских демократических сил» (альянса курдов, арабов и этнических меньшинств, пришедшего на смену повстанцам в качестве главного союзника США в Сирии) составляют курдские формирования.
Это привело к столкновениям с САА. 7 февраля это стало поводом к массированному удару ВВС и артиллерии западной коалиции по наступающему отряду САА и ЧВК Вагнера, приведшего к многочисленным потерям.

## 2019 год
В начале июля 2019 года Сирийская арабская армия (её поддерживают Национальные силы обороны) начала наступательную операцию к западу от города Дейр-эз-Зор; ее цель — разгромить оставшиеся силы ИГ в регионе. Удар придется в основном на позиции рядом с городом Аль-Шула, который в последние два месяца стал все чаще подвергаться атакам боевиков ИГ.

## 2023 год
Город Дибан на восточном берегу Евфрата стал центром кратковременного арабского восстания против курдского правления. Прокурдские Сирийские демократические силы (СДС), поддерживаемые США, провели военную операцию (зачистка) в Дейр-эз-Зоре после нескольких дней интенсивных столкновений с местными арабскими племенами, в результате которых погибло по меньшей мере 100 человек.

## 2024 год
В конце 2024 года в ходе масштабного наступления сил сирийской оппозиции поддерживаемые Россией войска Башара Асада начали стремительно отступать по всем фронтам. 6 декабря курдские формирования из числа СДС заняли город Дайр-эз-Заур. После окончательного падения режима Башара Асада и город перешёл под контроль сил сирийской оппозиции.